# Serrat Glacier
Serrat Glacier är en glaciär i Antarktis. Den ligger i Östantarktis. Nya Zeeland gör anspråk på området. Serrat Glacier ligger 142 meter över havet.
Terrängen runt Serrat Glacier är kuperad åt sydväst, men åt nordost är den platt. Trakten är obefolkad. Det finns inga samhällen i närheten.